# Jordi Gómez García-Penche
Jordi Gómez García-Penche (Barcelona, 24 de maig de 1985) és un futbolista català, que ocupa la posició de migcampista.

## Trajectòria
Format a les categories inferiors del FC Barcelona, passaria posteriorment al filial del RCD Espanyol, amb qui debuta a Primera Divisió al març del 2008, contra el Reial Múrcia.
A l'estiu d'eixe any és cedit a l'Swansea City AFC. Un gol seu, de falta directa, donaria per al Swansea el derbi del Sud de Gal·les, contra el Cardiff City. Al remat, realitza una bona temporada, amb 12 gols. Retorna al RCD Espanyol però de seguit fitxa per un altre club britànic, el Wigan Athletic FC, de la FA Premier League.